# بات روبرتسون
ماريون غوردون (بات) روبرتسون (بالإنجليزية: Pat Robertson) (22 مارس 1930، كسينغتون، فيرجينيا) قس معمداني جنوبي من 1961 حتى سنة 1987 حين تخلى عنه لترشيح نفسه في انتخابات الرئاسة الأميركية لعام 1988.

## مسيرته المهنية
ولد في أسرة معروفة بنشاطها السياسي إذ عمل والده عضوا بمجلس الشيوخ الأميركي. تمكن من تأسيس مجموعة كبيرة من المؤسسات اليمينية المسيحية تأتي على رأسها منظمة التحالف المسيحي المعنية بتشجيع مشاركة المسيحيين المتدينين في الحياة السياسية الأميركية، ويقدر عدد أعضاء التحالف المسيحي حاليا بحوالي 1.2 مليون عضو.
كما أسس روبرتسون وكالة البث المسيحية (CBN) التي تحولت إلى إمبراطورية إعلامية ضخمة أسسها بإمكانات محدودة عام 1960، وتحولت عبر الزمن إلى وكالة ضخمة تشاهد برامجها في 180 دولة وتذاع برامجها بـ71 لغة.
وأسس جامعة باسم جامعة وكالة البث المسيحية عام 1977 (تمسى حاليا جامعة ريجينت)، ووكالة إغاثة خيرية تعرف باسم وكالة عملية الرحمة الدولية للإغاثة والتنمية، ومكتبا قانونيا يعرف باسم المركز الأميركي للقانون والعدالة الذي يتخصص في الدفاع عن قضايا المسيحيين المتدينين في الحياة العامة الأميركية.
كما يقدم برنامجا تلفزيونيا يسمى «نادي السبعمائة» الذي يعد أحد أشهر برامج اليمين المسيحي في أميركا وتنقله قنوات أميركية مختلفة.
سنة 1987 رشح نفسه للمنافسة على رئاسة الحزب الجمهوري في انتخابات الرئاسة الأميركية عام 1988، وقد ركز روبرتسون في أجندته على قضايا تهم المسيحيين المتدينين كحظر الإباحية، كما ركز على قضايا تهم اليمين التقليدي مثل إصلاح النظام التعليمي والحد من الإنفاق الحكومي.
وبدوران عجلة الانتخابات داخل الحزب الجمهوري عجز روبرتسون عن منافسة بقية المرشحين خاصة جورج بوش الأب، ولكنه اتخذ من الزخم السياسي الذي حصده في حملته الانتخابية قاعدة لإطلاق منظمة التحالف المسيحي عام 1988.
«النظام الدولي الجديد»، أبرز مؤلفات روبرتسون، كان قد صدر سنة 1991 لكي يساجل ضدّ التوصيف القديم ـ الجديد الذي رفعه جورج بوش الأب بعد «عاصفة الصحراء»، وفيه يقول المبشّر المسيحي عن نظام الرئيس الأمريكي:
| بات روبرتسون | «أيعقل أن يرى المواطن العادي في عبارة النظام الدولي الجديد معنى مختلفاً تماماً عن المعنى الذي تراه دائرة داخلية ضيقة في جمعية سرية؟ من المرجح تماماً أن يكون رجال ذوو طوية حسنة من أمثال وودرو ولسون وجيمي كارتر وجورج بوش، ممن سعوا مخلصين إلى جمع أمم شتّى للعيش بسلام في عالمنا، قد فعلوا ذلك وهم في الواقع ينفّذون ـ عن غير قصد وإدراك ـ مهمة ومقاصد عصبة سرّية ضيقة هدفها لا يقلّ عن نظام جديد للجنس البشري يتسيّده لوسيفر [إبليس] وأتباعه». | بات روبرتسون |

## شخصية مثيرة للجدل
اشتهر روبرتسون بتصريحاته المثيرة للجدل والتي تتضمن هجوما قويا على خصومه وادعائه بأن الله يقف بجانبه ضد خصومه، ففي يناير 1991 هاجم طوائف بروتستانتية أخرى ووصفها بأنها «معادية للمسيح»، كما وصف الحركات النسوية الغربية بأنها «حركة سياسية اشتراكية معادية للأسرة تشجع النساء على ترك أزواجهن وعلى قتل أطفالهن»، وتشمل قائمة خصوم روبرتسون الخارجية الأميركية وبعض زعماء الدول الأجنبية.
كرم أكثر من مرة من جانب منظمات أميركية مساندة لإسرائيل، إذ تم تكريمه عامي 1975 و1979 من قبل منظمة المؤتمر الوطني للمسيحيين واليهود، كما حصل سنة 2002 على جائزة «أصدقاء دولة إسرائيل» من المنظمة الصهيونية بأميركا.
وفي أكتوبر 2004 حذر روبرتسون خلال زيارة قام بها لإسرائيل الرئيس جورج بوش من أن أي محاولة لتغيير الوضع السياسي القائم في القدس سوف تؤدي لفقدانه دعم الإنجليكيين، وفي يناير 2006 عبر عن اعتقاده بأن
الجلطة الدماغية التي تعرض لها رئيس الوزراء الإسرائيلي السابق أرييل شارون هي عقاب من الله له على مساعيه لإعطاء مزيد من الأراضي للفلسطينيين، وهي تصريحات اعتذر عنها روبرتسون فيما بعد.
كما أعلن أكثر من مرة تأييده للحرب الأمريكية في العراق، باعتبارها خطوة على طريق المعركة الكبرى التي تحقق حلم المحافظين الجدد بعودة السيد المسيح.
دعا إلى اغتيال الرئيس الفنزويلي هوجو شافيز وذلك خلال مشاركته في برنامج ديني بث على محطة سي بي إن، حيث قال: «إن علينا مهمة مقدسة للتخلص من شافيز وتصفيته جسدياً، بدلاً من أن نضطر إلى شن حرب أخرى تكلفنا مئات المليارات من الدولارات للتخلص من هذا الديكتاتور، الذي يريد أن يجعل من بلاده معبراً للشيوعية والتطرف الإسلامي إلى القارة الأمريكية بأكملها». تراجع بعدها في تصريحات جديدة وقال أن هناك وسائل عدة للتخلص من شافيز من بينها الخطف.

### تصريحاته حول الإسلام
يمتلك روبرتسون سجلا واسعا من التصريحات المسيئة للإسلام، ففي عام 2002 رفض تسمية الإسلام بأنه «دين سلام» وقال إن هدف الإسلام هو «التحكم، والسيطرة ثم.. التدمير»، كما وصف الرسول محمد في إحدى المناسبات بأنه «متطرف.. سارق وقاطع طريق.. وقاتل».

## وصلات خارجية
- بات روبرتسون على موقع IMDb (الإنجليزية)
- بات روبرتسون على موقع الموسوعة البريطانية (الإنجليزية)
- بات روبرتسون على موقع إن إن دي بي (الإنجليزية)
- بات روبرتسون على موقع قاعدة بيانات الفيلم (الإنجليزية)
- موقع بات روبرتسون الرسمي
- بات روبرتسون الجزيرة-المعرفة.